# Liste der FFH-Gebiete im Landkreis Neustadt an der Waldnaab
Die Liste der FFH-Gebiete im Landkreis Neustadt an der Waldnaab zeigt die FFH-Gebiete des Oberpfälzer Landkreises Neustadt an der Waldnaab in Bayern. Teilweise überschneiden sie sich mit bestehenden Natur-, Landschaftsschutz- und EU-Vogelschutzgebieten.
Im Landkreis befinden sich 13 und zum Teil mit anderen Landkreisen überlappende FFH-Gebiete.
| Basaltkuppen im Raum Kemnath                                    | a  | 6137-302 WDPA: 555521381 | Landkreis Neustadt an der Waldnaab, Landkreis Tirschenreuth                       |  | ⊙ | 81,00     |  |
| Blockschuttwälder am Pleysteiner Sulzberg                       | BW | 6340-301 WDPA: 555521483 | Landkreis Neustadt an der Waldnaab                                                |  | ⊙ | 109,00    |  |
| Fahrbachtal                                                     |    | 6441-301 WDPA: 555521552 | Landkreis Neustadt an der Waldnaab                                                |  | ⊙ | 444,00    |  |
| Heidenaab, Creussenaue und Weihergebiet nordwestlich Eschenbach |    | 6237-371 WDPA: 555521426 | Landkreis Neustadt an der Waldnaab                                                |  | ⊙ | 1.866,05  |  |
| Lohen im Manteler Forst mit Schießlweiher und Straßweiherkette  | BW | 6338-301 WDPA: 555521482 | Landkreis Neustadt an der Waldnaab                                                |  | ⊙ | 772,00    |  |
| Naturwaldreservat Stückstein                                    | BW | 6441-302 WDPA: 555521553 | Landkreis Neustadt an der Waldnaab                                                |  | ⊙ | 83,00     |  |
| Parkstein                                                       |    | 6238-301 WDPA: 555521427 | Landkreis Neustadt an der Waldnaab                                                |  | ⊙ | 2,00      |  |
| Pfreimd und Lois-Bach                                           |    | 6340-371 WDPA: 555521484 | Landkreis Neustadt an der Waldnaab                                                |  | ⊙ | 242,58    |  |
| Pfreimdtal und Kainzbachtal                                     |    | 6439-371 WDPA: 555521551 | Landkreis Schwandorf, Landkreis Neustadt an der Waldnaab                          |  | ⊙ | 334,43    |  |
| Serpentinstandorte in der nördlichen Oberpfalz                  |    | 6138-372 WDPA: 555521383 | Landkreis Schwandorf, Landkreis Neustadt an der Waldnaab, Landkreis Tirschenreuth |  | ⊙ | 119,19    |  |
| Torflohe                                                        | BW | 6341-301 WDPA: 555537769 | Landkreis Neustadt an der Waldnaab                                                |  | ⊙ | 173,00    |  |
| US-Truppenübungsplatz Grafenwöhr                                |    | 6336-301 WDPA: 555537766 | Landkreis Amberg-Sulzbach, Landkreis Neustadt an der Waldnaab                     |  | ⊙ | 19.279,00 |  |
| Waldnaabtal zwischen Tirschenreuth und Windisch-Eschenbach      |    | 6139-371 WDPA: 555521384 | Landkreis Neustadt an der Waldnaab, Landkreis Tirschenreuth                       |  | ⊙ | 2.618,33  |  |
| Legende für Fauna-Flora-Habitat                                 |    |                          |                                                                                   |  |   |           |  |